# 스콜피언 (프로세서)
스콜피언(Scorpion)은 퀄컴이 스냅드래곤 모바일 SoC에 사용하기 위해 설계한 중앙 처리 장치 (CPU) 코어이다. 2008년에 출시되었다. 사내에서 설계되었지만, ARM Cortex-A8 및 Cortex-A9 CPU 코어와 많은 아키텍처적 유사성을 가지고 있다.

## 개요
- 2방향 디코드, 3방향 비순차적 투기적 발행 슈퍼스칼라 실행을 갖춘 10/12단 정수 파이프라인[1]
- 파이프라인 VFPv3[2] 및 128비트 폭 NEON (SIMD)
- 3개의 실행 포트
- 32 KB + 32 KB L1 캐시
- 256 KB (단일 코어) 또는 512 KB (듀얼 코어) L2 캐시
- 단일 또는 듀얼 코어 구성
- 2.1 DMIPS/MHz
- 65/45/28 nm 공정

## 같이 보기
- Krait (CPU)
- 퀄컴 스냅드래곤 프로세서 목록
- ARMv7-A 코어 비교
- 아드레노